# Safrax
Safrax est le nom d'un chef ostrogoth du IVe siècle, mort aux environs de l'an 400.

## Biographie
En 376, à la mort du roi ostrogoth Withimer, et alors que les Huns déferlent en compagnie des Alains en Europe orientale, les survivants ostrogoths s'enfuient en masse vers le limes de l'empire romain. Safrax les guide et se dirige vers le Danube en compagnie du chef Alatheus, faisant jonction avec les Wisigoths sur le Dniestr, puis les poussent devant eux jusqu'aux rives du Danube. Là, ils envoient des ambassadeurs à l'empereur romain d'Orient, Valens, pour lui demander l'autorisation de s'établir pacifiquement sur le territoire de l'empire.
L'empereur Valens, un monarque sans génie et craintif, est à Antioche d'où il surveille les Perses. Il décide d’accueillir les Goths à la condition qu'ils acceptent d'être désarmés, mais une fois arrivés sur les terres de l'empire, les Goths refusent de donner leurs armes. Les mois passent, sans solution d'établissement, affamés par la cupidité des fonctionnaires romains, devenant toujours plus nombreux avec l'arrivée de nouveaux clans, et toujours sous la pression des premiers groupes de Huns et d'Alains arrivés dans le secteur, les Goths décident de continuer leur avancée vers la Méditerranée. Des groupes de Goths fédérés établis depuis plus longtemps dans la région décident aussi de les suivre. Ils arrivent devant Andrinople où l'empereur Valens se porte contre eux.
La célèbre bataille d'Andrinople s'engage le 9 août 378 et constitue un tournant dans l'histoire de Rome et de l'Europe. Safrax est l'un des principaux chefs de guerre goths, avec Fritigern et Alatheus. L'armée impériale romaine est écrasée par la supériorité de la cavalerie goth et Valens meurt au combat ou dans l'incendie de la maison dans laquelle il s'était réfugié.
En 380, Alatheus et Safrax reçurent de l'empereur Gratien le droit de s'établir en Pannonie comme fédérés (foederati).
Safrax est considéré par certains historiens, tels que Wolfram, comme un Alain d'origine, au service de Withimer, et non comme un Goth de souche ; en effet, son nom paraît se rattacher aux langues iraniennes et non aux langues germaniques.